# Ioan Langa
Ioan Langă (n. 1875, Dârlos – d. 1943, Dârlos) a fost un deputat în Marea Adunare Națională de la Alba Iulia, organismul legislativ reprezentativ al „tuturor românilor din Transilvania, Banat și Țara Ungurească”, cel care a adoptat hotărârea privind Unirea Transilvaniei cu România, la 1 decembrie 1918.

## Biografie și activitatea politică
Ioan Langa s-a născut la 19 august 1875 în Dârlos, județul Sibiu. A fost învățător confesional ortodox în comuna Dârlos, în timpul revoluțiunei din 1918 a fost președinte și comandant al gărzii naționale locale și delegat al acestei organizații la adunarea de la Alba-Iulia.
A mai fost și învățător confesional greco-catolic în Dârlos, vicepreședinte și secretar al gărzii naționale și delegat la adunarea de la Alba-Iulia. După statificarea școlilor confesionale, Ioan Langa s-a mutat în localitatea Șomoștelnic unde a răposat în anul 1943.

## Vezi și
- Lista delegaților la Marea Adunare Națională de la Alba Iulia